# ریپلی

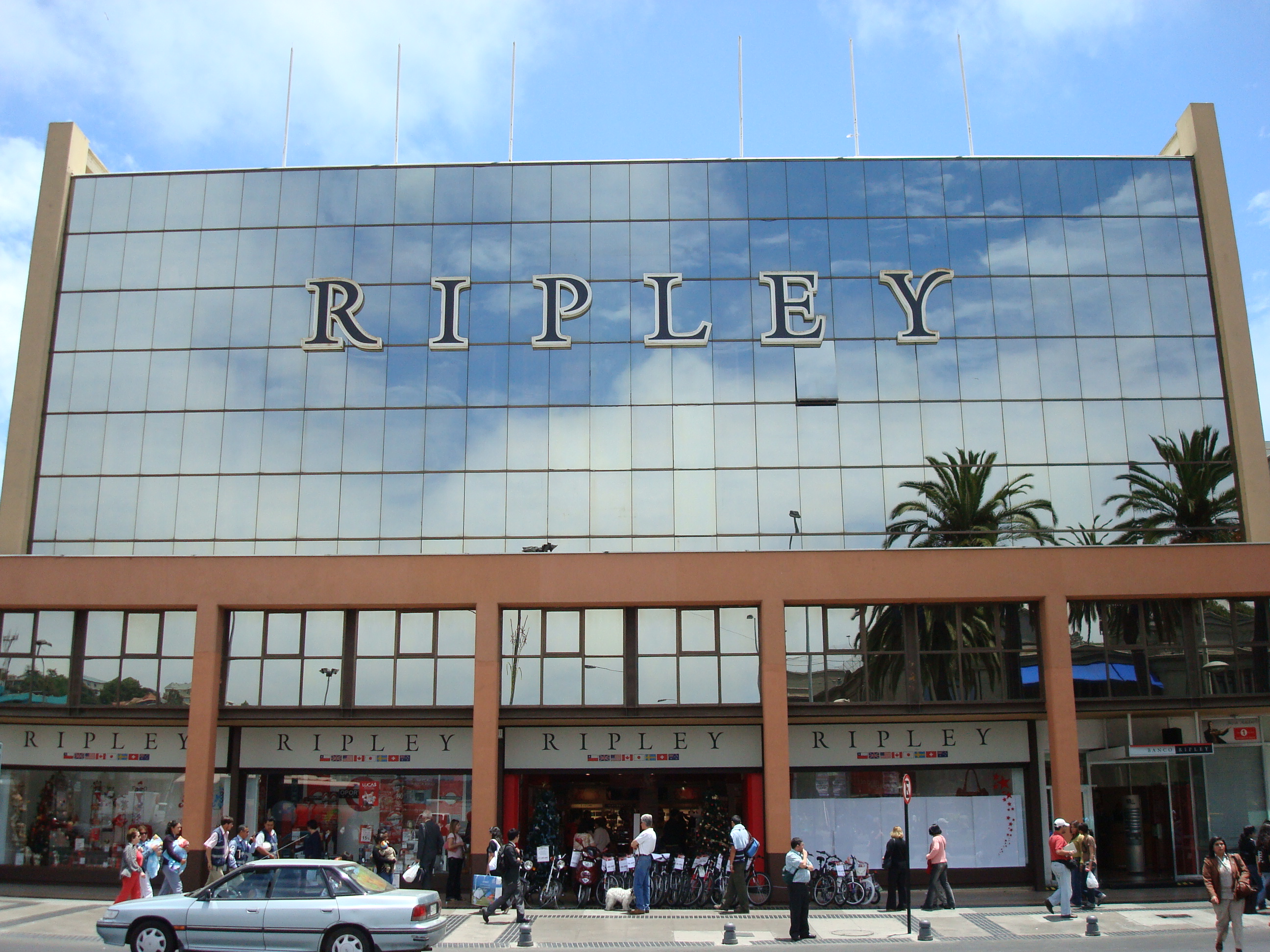
شعبه‌ای از مراکز خرید ریپلی در شهر وینیا دل مار

ریپلی (به اسپانیایی: Ripley) شرکت هلدینگ خرده‌فروشی شیلیایی است، که در زمینه مدیریت، مراکز خرید، بوتیک‌های زنجیره‌ای و فروشگاه‌های چندمنظوره، همچنین ارائه خدمات مالی و بانکداری فعالیت می‌کند.
شرکت ریپلی در سال ۱۹۵۶ تأسیس شد و در حال حاضر دارای ۷ مرکز خرید و ۷۹ فروشگاه چندمنظوره در کشورهای شیلی، مکزیک، کلمبیا و پرو می‌باشد.
دفتر مرکزی این شرکت در شهر سانتیاگو، شیلی قرار دارد و بخشی از سهام آن در بازار بورس اوراق بهادار سانتیاگو معامله می‌شود.